# Speocropia transversalis
Speocropia transversalis là một loài bướm đêm trong họ Noctuidae.